# Shotgun (Limp Bizkit)
Shotgun è un singolo del gruppo musicale statunitense Limp Bizkit, l'unico estratto dal quinto album in studio Gold Cobra e pubblicato il 17 maggio 2011.

## La canzone
La canzone parla dei pensieri e dei sentimenti di un drogato che sta a casa brandendo un fucile da caccia.
La canzone, come tutte le altre canzoni dell'album, si distingue dalle precedenti canzoni del gruppo, perché mentre prima erano influenzate anche dal lavoro di DJ Lethal, in questa canzone predomina il suono della chitarra di Wes Borland, inoltre la canzone contiene un assolo del chitarrista, una cosa fino ad allora mai sperimentata dal gruppo.
Questa canzone fu apprezzata dalla critica che elogiarono il potente stile chitarristico di Borland e i suoni di sottofondo creati da DJ Lethal.

## Video musicale
Il video mostra il gruppo eseguire il brano durante un'esibizione dal vivo del tour promozionale dell'album.

## Tracce
1. Shotgun – 4:33

## Formazione
- Fred Durst – voce
- Wes Borland – chitarra
- Sam Rivers – basso
- John Otto – batteria
- DJ Lethal – giradischi